# Алтыев, Батыр Мыратович
Батыр Мыратович Алтыев (туркм. Batyr Myratowiç Altyýew; род. 22 марта 1992 года, c. Кесеяп, Марыйский велаят, Туркменистан) — российский сумоист. Заслуженный мастер спорта России, Заслуженный тренер России, 3-х кратный Чемпион России, 4-х кратный Чемпион Европы, Чемпион мира. Состоит в мужской сборной команде России с 2012 года.

## Биография
Родился 22 марта 1992 года в селе Кесеяп, Туркменистан.
В 1994 году получил гражданство России и переехал с родителями в Москву, где в 2001 году начал заниматься борьбой самбо и сумо в ДЮСШ «Борец» у тренера Андрея Георгиевича Осадчинского.
В 2005 году поступил в спецкласс средней общеобразовательной школы № 1015, где тренировался под руководством тренера Олега Витальевича Комарова.
В 2008 году стал бронзовым призёром первенства Европы.
В 2009 году выполнил норматив «Кандидата в мастера спорта России». В том же году стал победителем Первенства Европы среди юношей в Швейцарии.
В 2010 году стал чемпионом Европы до 21 года в Болгарии. В этом же году окончил школу и был призван в армию, где проходил службу в Космических войсках России.
В 2011 году выиграл серебряную медаль на Чемпионате России.
В 2012 году стал победителем на чемпионате Европы среди мужчин в Луцке (Украина) и выполнил звание «Мастер спорта России международного класса».
В 2012 году занял 5 место на чемпионате мира в Гонконге.
В 2013 году стал серебряным призёром всемирных игр в Кали (Колумбия). В этом же году стал бронзовым призёром Всемирных игр боевых искусств в Санкт-Петербурге.
В 2014 году получил благодарственное письмо от министра спорта РФ В. Л. Мутко за успешное выступление на IX Всемирных играх 2013 года (г. Кали, Колумбия).
В 2015 году выиграл чемпионат Европы и стал бронзовым призёром Чемпионате мира в Осака (Япония).
На данный момент 2016 год стал самым успешным в карьере спортсмена. Он последовательно выиграл чемпионат Москвы, России, Европы и мира (Улан-Батор, Монголия), став первым спортсменом из России выигравшим ЧМ в весовой категории до 85 кг. Заслужил путевку на Всемирные игры 2017 во Вроцлове (Польша).
В настоящее время является лидером спортсменом сборной команды Москвы и России.
В декабре 2023 года удостоился почетного звания "Заслуженный тренер России"

## Спортивные достижения
- 5-кратный чемпион первенства России; — ;
- Трёхкратный серебряный призёр чемпионата России; — ;
- Чемпион Европы 2012 года;— ;
- 5 место чемпионат мира в Гонконге 2012 год;
- Серебряный призёр Всемирных Игр в Колумбии город Кали 2013 год[4];[5] — ;
- Бронзовый призёр всемирных игр боевых искусств в Санкт-Петербурге 2013 год[6];[7] — ;
- Серебряный призёр чемпионата Европы 2013 года;[8] — ;
- Чемпион Европы по молодёжи 2014 года в Польше, Варшава. — ;
- Чемпион Европы 2015 года в Шяуляе, Литва. — ;
- Бронзовый призёр Чемпионата Мира 2015 года в Осаке, Япония.[9] — ;
- Чемпион России 2016;[10]— ;
- Чемпион Европы 2016; — ;
- Чемпион мира в Монголии 2016[11][12];[13] — ;
- Чемпион России 2017 — ;
- Чемпион Европы (Грузия, Тбилиси) 2017 — ;
- Чемпион Всемирных игр (Польша, Вроцлав) 2017[14][15][16] — ;